# Torneo de Brasil 2017
El Brasil Open 2017 fue un torneo de tenis que pertenece a la ATP en la categoría de ATP World Tour 250. Será la decimoséptima edición del torneo y se disputará entre el 27 de febrero y el 5 de marzo de 2017 sobre polvo de ladrillo en el Gimnásio do Ibirapuera en São Paulo (Brasil).

## Distribución de puntos
| Modalidad            | Campeón | Finalista | Semifinales | Cuartos de final | 2ª ronda | 1ª ronda | Clasificados | 2ª ronda de clasificación | 1ª ronda de clasificación |
| Individual masculino | 250     | 165       | 100         | 50               | 25       | 0        | 13           | 7                         | 0                         |
| Dobles masculino     | 250     | 150       | 90          | 45               | 20       | 0        | -            | -                         | -                         |

## Cabezas de serie

### Individuales masculino
| Tenista           | Ranking | Preclasificado |
| Pablo Carreño     | 24      | 1              |
| Albert Ramos      | 25      | 2              |
| Pablo Cuevas      | 30      | 3              |
| João Sousa        | 39      | 4              |
| Fabio Fognini     | 45      | 5              |
| Diego Schwartzman | 51      | 6              |
| Federico Delbonis | 52      | 7              |
| Carlos Berlocq    | 66      | 8              |

- Ranking del 20 de febrero de 2017

### Dobles masculino
| Tenista                          | Ranking | Preclasificado |
| Pablo Carreño Pablo Cuevas       | 60      | 1              |
| Julio Peralta Horacio Zeballos   | 90      | 2              |
| Nicholas Monroe Artem Sitak      | 103     | 3              |
| Marcus Daniell Marcelo Demoliner | 113     | 4              |

## Campeones

### Individual masculino
Pablo Cuevas venció a  Albert Ramos por 6-7(3), 6-4, 6-4

### Dobles masculino
Rogério Dutra Silva /  André Sá vencieron a  Marcus Daniell /  Marcelo Demoliner por 7-6(5), 5-7, [10-7]